# Романович, Александр Ромуальдович
Алекса́ндр Ромуа́льдович Романо́вич (1 апреля 1871, Алекшишки, Виленская губерния — 14 ноября 1933, Вильно, Виленское воеводство) — генерал-майор Русской императорской армии и генерал бригады Войска Польского.

## Биография
Родился 1 апреля 1871 года в родовом имении Алекшишки Лидского уезда в семье Ромуальда, капитана русской артиллерии, и Эмилии, урожденной Якубовской. Женат на Иоанне, урожденной Базаревской, от которой у него было четверо детей: Стефан, София, Мария и Елена. Имел татарское происхождение.
В 1890 году окончил Кадетский корпус в Полоцке, затем окончил Николаевское кавалерийское училище. В 1892 году был выпущен в Драгунский лейб-гвардии полк. К 1913 году дослужился до полковника в этом полку.
В 1914 году участвовал в Восточно-Прусской операции.
В мае 1915 года принял командование 12-м Калишским полком пограничной стражи. В 1916 году он был отравлен немецкими боевыми газами.
После выздоровления в августе 1917 года он получил звание генерал-майора и в октябре 1917 года был назначен  командовать Финляндской пограничной сводной дивизией.
В 1918 году был министром юстиции первого Крымского краевого правительства генерала М. А. Сулькевича, который привлёк в него и других литовских татар. После ликвидации Крымской республики перебрался в Польшу.
3 февраля 1920 года был принят в Войско Польское с условным утверждением в звании подполковника и назначен командиром Татарского кавалерийского полка имени Мустафы Ахматовича.
22 апреля 1920 года был назначен командиром 7-й кавалерийской бригады. С июля 1920 по март 1921 года был в распоряжении министра военного дела, после чего служил на Центральном пункте сборки офицеров в Варшаве. Участник советско-польской войны. 26 января 1921 года утверждён в звании генерал-лейтенанта, в группе офицеров бывшего Восточного корпуса и бывшей Русской армии.
Впрочем, он не смог адаптироваться к новой обстановке и подал в отставку. 1 апреля 1921 года вышел в отставку в звании генерал-лейтенанта. 26 октября 1923 года президент Республики Польша Станислав Войцеховский утвердил его в звании бригадного генерала. После выхода на пенсию он развил активную общественную и религиозную деятельность среди мусульманской общины, президентом которой он был. Поселился в Вильнюсе, где и умер 14 ноября 1933 года. Похоронен в семейной могиле на кладбище в Некрашунцах Лидского уезда.

## Звания и награды
- Корнет – 4 августа 1892 года,
- Поручик - 4 августа 1896 года,
- Штабс-ротмистр – 4 августа 1900 года,
- Ротмистр - 4 августа 1904 года,
- Полковник – 6 декабря 1913 года,
- Генерал-майор — 11 августа 1917 года.

Награжден орденами Св. Владимира 2-й и 3-й степеней, Св. Анны 2-й, 3-й и 4-й степеней, Св. Станислава 2-й и 3-й степеней.